# Perkin Prize for Organic Chemistry
Der Perkin Prize for Organic Chemistry war eine Auszeichnung der Royal Society of Chemistry für Originalität und Forschungsleistung in Organischer Chemie. Er ist nach William Henry Perkin benannt, mit 5000 Pfund dotiert und wurde alle zwei Jahre verliehen. Der Preisträger absolvierte eine Vortragsreihe in Großbritannien. Die Auszeichnung wurde unabhängig von der Nationalität verliehen.
Seit 2021 wird der Preis als Perkin Prize in Physical Organic Chemistry weitergeführt und jährlich vergeben. Erster Preisträger war ein 16-köpfiges Team um Jason M. Lynam, Ian Fairlamb und Michael Towrie.
Der Perkin Prize ist nicht mit der Perkin Medal der Society of Chemical Industry zu verwechseln.

## Preisträger
- 2009 Steven Ley, University of Cambridge, für seine herausragende kreative Arbeit und innovative Lösungen in der Kunst organischer Synthese
- 2011 Stephen G. Davies, University of Oxford, für grundlegende Beiträge zur Stereokontrolle in der Metallorganischen Chemie, der asymmetrischen Synthese und der Totalsynthese über fünfzehn Jahre
- 2013 Varinder Aggarwal, University of Bristol, für seine wahrhaft grundlegenden Beiträge zum Gebiet der synthetischen organischen Chemie
- 2015 Amos Smith, University of Pennsylvania, für seine kontinuierlichen herausragenden Beiträge zur Entwicklung neuer organischer Reaktionen, der Totalsynthese komplexer Naturstoffe und neue kleine Moleküle in der medizinischen Chemie
- 2017 David A. Leigh, University of Manchester, für seine Beiträger zur Synthese und Verwendung von Catenanen, Rotaxanen und molekularen Knoten als Bauteilen molekularer Maschinen
- 2019 Sarah O’Connor, Max-Planck-Institut für chemische Ökologie, für Entdeckung, Enzymologie und technische Umsetzung biosynthetischer Stoffwechselwege für komplexe Pflanzenstoffe